# Experiência de Trouton-Noble
A experiência de Trouton-Noble consistiu no teste da veracidade de uma previsão da visão do eletromagnetismo baseado na hipótese do éter. Foi levada a cabo entre 1901 e 1903 por Frederick Thomas Trouton.
A previsão era de que um capacitor carregado, com placas paralelas entre si e à direção do movimento do capacitor deveria gerar um torque com consequente rotação de modo que se alinhasse transversalmente à sua primeira direção. Ou seja, o capacitor deveria ter ao final suas placas com as faces jazendo transversalmente à direção do movimento.
O resultado nulo desta experiência foi confirmado por experiências ainda mais sensíveis feitas por Chase em 1923 e por Hayden em 1994.
A montagem experimental na experiência original consistia em suspender-se um capacitor carregado por uma fina fibra de torsão.
A montagem deve ser protegida de campos elétricos e magnéticos espúrios, caso contrário dá lugar a um falso positivo, como no caso da versão realizada por Cornille.